# Bruno Walter
Bruno Walter (Berlín, Imperio alemán, 15 de septiembre de 1876-Beverly Hills, Estados Unidos, 17 de febrero de 1962) fue un famoso director de orquesta y compositor alemán considerado pionero en la difusión de la obra de Gustav Mahler. Su nombre original era Bruno Schlesinger, comenzó a usar Walter como apellido en 1896. El nombre de familia Schlesinger fue remplazado oficialmente en 1911, cuando tomó ciudadanía austríaca.

## Inicios y Mahler
Nació en Alexanderplatz en Berlín en una familia judía de clase media. Bruno Walter comenzó su educación musical a la edad de ocho años, presentándose en público como pianista a los nueve. Sin embargo, tras asistir a uno de los conciertos de Hans von Bülow en 1889 y al Festival de Bayreuth en 1891, Walter cambió su pensamiento y se decidió a dirigir. 
Su debut fue en la ópera de Colonia con Der Waffenschmied de Albert Lortzing en 1894. Ese año fue a la ópera de Hamburgo como director asistente de Gustav Mahler, a quien idolatraba y con quién se identificaría fuertemente.
En 1896 Walter tomó un puesto en la Ópera de Breslau gracias a Mahler. Aquí fue donde Walter comenzó a dejar su apellido “Schlesinger”, a petición de Mahler. En 1897, trabajó en la opera en Pressburg y en 1898 en Riga. 
Volvió en 1900 a Berlín, donde dirigió en la Hofoper, teniendo gran éxito; sus colegas allí incluyeron a Richard Strauss y Otto Klemperer. Condujo la premier de Der arme Heinrich de Hans Pfitzner, un compositor que fue su amigo de por vida.
En 1901 por invitación de Mahler fue aceptado como ayudante en la ópera de la corte en Viena. Walter comenzó dirigiendo Aida de Verdi. Lo invitaron a dirigir a través de Europa, Praga, Londres (Tristán e Isolda y The Wreckers, de Ethel Smyth en el Covent Garden) y en Roma. 
Meses después de la muerte de Mahler en 1911, Walter dirigió el estreno de Das Lied von der Erde en Múnich, así como la novena sinfonía en Viena el año siguiente.
Aunque Walter se hizo ciudadano austríaco en 1911, se convirtió en director general de Música en Múnich en 1913. En enero del año siguiente Walter dirigió su primer concierto en Moscú. Durante la Primera Guerra Mundial, dirigió activamente y estrenó El anillo de Polykrates y Violanta de Erich Wolfgang Korngold así como Palestrina de Pfitzner.
Walter terminó su contrato en Múnich en 1922, yendo a Nueva York en 1923, trabajando con la Orquesta Filarmónica de Nueva York en el  Carnegie Hall; y en Detroit, Minnesota y Boston.
Regresó a Berlín (en 1925, como director musical en la Städtische Oper, Charlottenburg) y a Leipzig, donde sucedió a Wilhelm Furtwängler como director de la Gewandhausorchester en 1929. Debutó en La Scala de Milán en 1926. 
En Londres, Walter fue director principal de la temporada alemana en el Covent Garden de 1924 a 1931.

## Nazismo y exilio en los Estados Unidos
En 1933, cuando el partido nazi comenzó a cancelar sus contratos en Alemania, Walter fue a Austria, que seguiría siendo su centro principal de actividad en los años siguientes, aunque también dirigió con frecuencia el Concertgebouw de Ámsterdam entre 1934 y 1939, y la Filarmónica de Nueva York entre 1932 y 1936. 
Cuando Hitler anexionó Austria al III Reich en 1938, Francia le ofreció la ciudadanía, que aceptó. Sin embargo, el 1 de noviembre de 1939, partió rumbo a Estados Unidos, que se convirtió en su hogar permanente. Las colinas de Beverly Hills fueron su residencia por muchos años, y sus muchos vecinos expatriados incluyeron al escritor alemán Thomas Mann y al compositor Arnold Schönberg.
Aunque Walter recibió grandes influencias dentro del mundo de la música, él mismo observó la influencia profunda del filósofo Rudolf Steiner: “en mi vejez he tenido la buena fortuna de iniciarme en el mundo de la Antroposofía y durante los últimos años estudie las enseñanzas de Rudolf Steiner. Hölderlin habló; su bendición ha fluido sobre mí, y así que este libro es la confesión de mi creencia. No hay parte de mi vida interna que no haya tenido influencia o no haya sido estimulada por las enseñanzas de Steiner… estoy agradecido y enriquecido… es glorioso ser un principiante otra vez en esta época de la vida. Tengo un rejuvenecimiento de mi ser entero, fuerza y renovación”.
Durante sus años en Estados Unidos, trabajó con muchas famosas orquestas de ese país, incluyendo la Sinfónica de Chicago, Filarmónica de Los Ángeles, la Orquesta Sinfónica de la NBC, la Filarmónica de Nueva York (donde fue consejero musical de 1947 a 1949), y la Orquesta de Filadelfia. 
En 1946 regresó a Europa, siendo gran figura musical en los Festivales de Edimburgo y de Salzburgo, así como en Viena y Múnich. El último período de su vida estuvo marcado por las grabaciones en estéreo con la Orquesta Sinfónica Columbia.

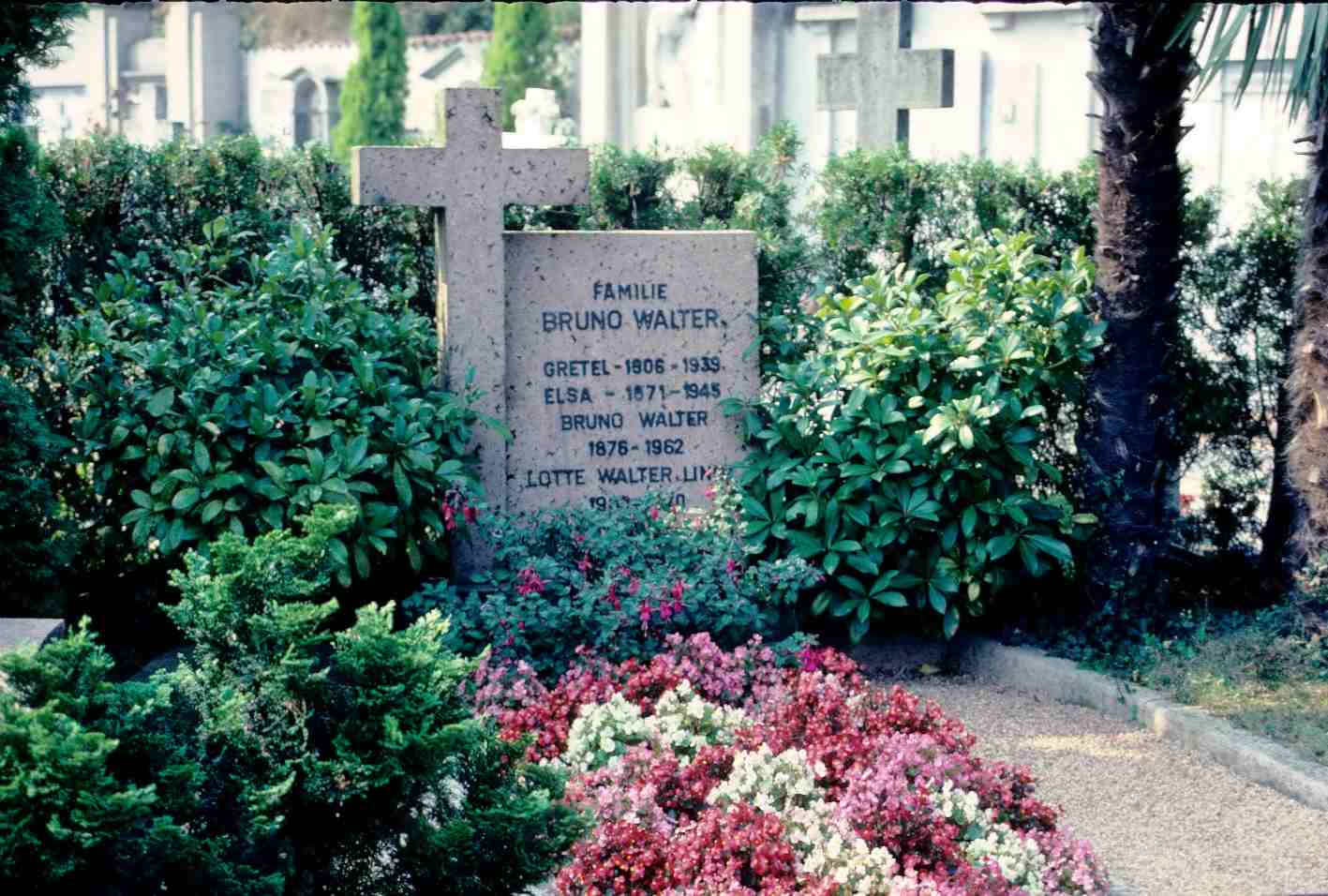
La tumba familiar en 1998.

Bruno Walter murió de un ataque cardíaco en su casa de Beverly Hills en 1962. Encontró su lugar de descanso final en el cementerio de Gentilino, cerca de Lugano, en el cantón de Tesino, Suiza, en la misma tumba donde se encontraba su esposa Elsa, de soltera Korneck (1871– 1945), que era sopranista, y su hija Marguerite "Gretel" (1906-1939) ya había sido enterrada. Allí también fue enterrada su hija Lotte (1903-1970).

## Grabaciones
El trabajo de Walter fue documentado en centenares de grabaciones hechas entre 1923 y 1961. La mayoría de los oyentes conocen las grabaciones estéreo hechas en sus últimos años, cuando su salud declinaba. Pero muchos críticos convienen que estas grabaciones no reflejan el arte de Walter en plenitud. Las últimas grabaciones tienen a veces una cordialidad que contrasta con los registros más intensos y enérgicos de décadas anteriores. Las últimas grabaciones se centran sobre todo en música desde Mozart hasta Mahler, pero en su juventud, Walter dirigió a menudo música contemporánea.
Walter trabajó de cerca con Mahler como ayudante y protegido. Mahler no vivió para ver ejecutadas Das Lied von der Erde o la novena sinfonía, y Walter se ocupó de estrenar ambas obras. Walter dirigió la primera en 1911 en Múnich y la sinfonía en 1912 en Viena con la Filarmónica. Las décadas siguientes, Walter y la Filarmónica de Viena (en la que el primer violín era todavía Arnold Rosé, cuñado de Mahler) hicieron las primeras grabaciones de Das Lied von der Erde en 1936 y de la novena sinfonía en 1938. Este último registro se produjo, dos meses antes de la anexión nazi que condujo a Walter (y a Rosé) al exilio. Estas grabaciones interesan por las prácticas de la orquesta y también por la intensidad de la expresión. Walter volvió a grabar ambas obras con éxito en décadas siguientes. Grabó la novena en estereofonía en 1961, y una de sus grabaciones favoritas es su Das Lied von der Erde de 1951 con la gran Kathleen Ferrier, Julius Patzak, y la Filarmónica de Viena. 
Sus grabaciones de Mahler - varias canciones y las sinfonías primera, segunda, cuarta y quinta - son muy estimadas. La conexión personal de Walter con el compositor por sí mismo agrega gran interés a ellas (en la mayor parte de estos trabajos Walter tenía experiencia directa de los requerimientos del compositor). Aparte de esto, sus calidades musicales son excepcionales.
Walter hizo muchas grabaciones aclamadas de otros grandes compositores como Mozart, Haydn, Beethoven, Schubert, Johann Strauss Jr., y Anton Bruckner, así como de Bach, Wagner, Schumann, Dvorak, Richard Strauss, Chaikovski, Smetana, y otros. Walter era un gran director de ópera, conocido particularmente por su Mozart, y las grabaciones de la Metropolitan Opera y del Festival de Salzburg están disponibles en CD. También lo están sus interpretaciones de Wagner, de Verdi, y de Fidelio de Beethoven. También de gran interés son las grabaciones a partir de los años 1950 de sus ensayos de Mozart, de Mahler, y de Brahms, que muestran sus prioridades musicales y la manera ardiente y no-tiránica (en contraste con algunos de sus colegas) con la cual se relacionaba con las orquestas.

## Composiciones

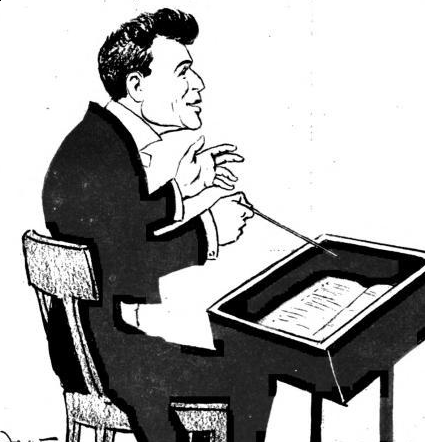
Caricatura de Bruno Walter.

- Sinfonía no 1
- Sinfonía no 2
- Fantasía sinfónica
- Sonata para violín y el piano
- Canciones
- Trabajos corales

## Ensayos bibliográficos
- III. Symphonie de Gustav Mahler. En: Der Merker 1 (1909), 9-11
- Mahlers Weg: ein Erinnerungsblatt. En: Der Merker 3 (1912), 166-171
- Über Ethel Smyth: ein Brief von Bruno Walter. En: Der Merker 3 (1912), 897-898
- Und Öffentlichkeit de Kunst. En: Süddeutsche Monatshefte (Oktober 1916), 95-110
- Solemnis de Beethovens Missa. En: Münchner Neueste Nachrichten (30. Oct de 1920), Beethoven suppl., 3-5
- Von den moralischen el der Musik de Kräften. Viena 1935
- Gustav Mahler. Viena 1936
- Bruckner y Mahler. En: Acorde y discordia 2/2 (1940), 3-12
- Und Variationen de Thema - und Gedanken de Erinnerungen. Estocolmo 1947
- Vom Musizieren del und de Von der Musik. Fráncfort 1957
- Zur Anthroposophie de Mein Weg. En: Das Goetheanum 52 (1961), 418-21
- Briefe 1894-1962. Hectogramo. L.W. Lindt, Fráncfort mañana 1969

## Discografía
La discografía completa de Bruno Walter se puede encontrar aquí
- Bach: Pasión según San Mateo.
- Beethoven: Sinfonías n.º 1-9, con la Filarmónica de Nueva York, Filarmónica de Viena, Orquesta de Filadelfia, y Sinfónica Columbia(grabaciones múltiples hechas desde los años 30 a los años 60)
- Beethoven: Fidelio
- Beethoven: Missa Solemnis
- Beethoven: Concerto para violín (dos grabaciones con Josef Szigeti, una con Zino Francescatti)
- Berlioz: Sinfonía Fantástica con la sinfónica de la NBC.
- Brahms: Obertura Festiva Académica, con la Sinfónica Columbia.
- Brahms: Sinfonías n.º 1-4, Schiksalslied, y variaciones Haydn, Filarmónica de Viena, y Filarmónica de Nueva York (dos ciclos completos: Nueva York, 1953 y Columbia, 1959-61)
- Brahms: concierto para violín con la N.Y. Philharmonic Orchestra y Erica Morini solista N.Y. (1952)
- Bruckner: Sinfonías n.º 4, 7 y 9, con la Sinfónica Columbia
- Dvorak: Sinfonías n.º 8 y 9, con la Sinfónica Columbia.
- Haydn: Sinfonías n.º 86, 88, 92, 96, 100, y 102 (varias orquestas, de los años 30 a los años 50)
- Mahler: Sinfonía n.º 9 con la Filarmónica de Viena, enero de 1938
- Mahler: Sinfonía n.º 1 con la Sinfónica de la NBC, 1939
- Mahler: Sinfonías n.º 1, 2, 5 y 9 con la Sinfónica Columbia
- Mahler: Sinfonía n.º 4, 5 con la Filarmónica de Nueva York, 1945, 1947
- Mahler: Adagietto de la sinfonía no 5 con la Filarmónica de Viena (1938)
- Mahler: Das Lied von der Erde, con la Filarmónica de Viena, Kerstin Thorborg, y Charles Kullman (1936)
- Mahler: Ich bin der Welt abhanden gekommen con Kerstin Thorborg y la Filarmónica de Viena (1936)
- Mahler: Das Lied von der Erde con la Filarmónica de Viena, Kathleen Ferrier, y Julius Patzak (1952)
- Mahler: Das Lied von de Erde con la Filarmónica de Nueva York, Mildred Miller, y Ernst Haefliger (1960)
- Mendelssohn: Concerto para violín con Nathan Milstein y la Filarmónica de Nueva York (1945)
- Mozart: Le Nozze di Figaro, en el Festival de Salzburgo 1937
- Mozart: Sinfonías n.º 35, 36, y 38-41, con el la Sinfónica Columbia
- Mozart: Sinfonías n.º 38 y 41 con la  Filarmónica de Viena (1936 y 1938 respectivamente)
- Mozart: Sinfonía n.º 39 con la Orquesta Sinfónica de la BBC (1934)
- Mozart: Sinfonía n.º 40 (con la Filarmónica de Viena y la Sinfónica Columbia, los años 30 y los años 50)
- Mozart: Kleine Nachtmusik (dos grabaciones)
- Concerto para piano n.º 20 de Mozart (pianista y director)
- Mozart: Don Giovanni, con la Metropolitan Opera
- Schubert: Sinfonías n.º 5, 8 y 9, varias en Europa y los EE. UU.
- Schumann: Sinfonía n.º 3, “Renana,” con la Filarmónica de Nueva York (en los años 40)
- Smetana: El Moldau
- J. Strauss, Jr. Valses, polkas, etc. con la Filarmónica de Nueva York y la Filarmónica de Viena (en los años 30 y los años 50)
- R. Strauss: Don Juan
- Verdi: La Forza del Destino
- Wagner: Preludio de Meistersinger
- Wagner: Preludio y Liebestod de Tristan e Isolda
- Wagner: Acto I de Die Walküre y fragmentos del acto II en Viena en los años 30
- Wagner: Idilio de Sigfrido - Filarmónica de Viena, en los años 30, y Sinfónica Columbia, en los años 50